# Irene Garrido
Irene Garrido Valenzuela (Madrid, 29 de marzo de 1960) es una política española, diputada por Pontevedra en el Congreso durante la X, XI y XII legislatura.

## Biografía
Se graduó y doctoró en Ciencias Económicas y Empresariales por la Universidad de Santiago de Compostela. Consiguió una plaza en la Universidad de Vigo, donde entre 2001 y 2003 fue secretaria del Departamento de Economía Financiera y Contabilidad. Entre 2003 y 2006 fue vicedecana de Extensión Universitaria y Prácticas en Empresas y desde 2006 es directora del Departamento de Economía Financiera y Contabilidad de la Universidad de Vigo, así como coordinadora del centro docente de investigación de la Universidad Internacional Menéndez Pelayo desde julio de 2006 hasta diciembre de 2008.
En 2011 concurrió en las listas del PP al Congreso por la provincia de Pontevedra, resultando elegida. En 2014 fue nombrada presidenta del Instituto de Crédito Oficial, siendo la primera mujer en ocupar dicho cargo en la historia de la institución. Un año más tarde dimitió para presentarse de nuevo en la candidatura del PP por Pontevedra, en las elecciones generales de 2015, tras las cuales volvió a ser diputada, y revalidó dicha posición en 2016. Ese mismo año fue elegida para ocupar el puesto de secretaria de Estado de Economía y Apoyo a las Empresas, del Ministerio de Economía. Fue sustituida por Ana de la Cueva el 19 de junio de 2018.